# V. Lajos nyugati frank király
V. (Henye) Lajos (966/967 – Compiègne, 987. május 21.) Lothár nyugati frank király fia, a Nyugati Frank Királyság, azaz Franciaország utolsó királya volt a Karoling-házból (uralkodott 986. március 2-ától haláláig).
Szülei, Lothár frank király és Itáliai Emma, II. Lothár itáliai király leánya 966 elején házasodtak össze, és nemsokára megszületett Lajos nevű fiuk. Apja már 978-ban társuralkodójává nyilvánította, és 979. június 8-án meg is koronáztatta. 982-ben az auvergne-i Brioude-ban feleségül vette Anjou grófjának, II. (Jó) Fulcónak a lányát, Blankát, akivel egyúttal Aquitania uralkodójává koronázták. A házasság nem tartott sokáig: 984-ben Blanka visszaszökött a családjához és elvált Lajostól, aki nem is nősült újra, így gyermeke sem születhetett. Apjától 986 márciusában örökölte meg a trónt.
V. Lajos rövidke uralkodása alatt megörökölte a reimsi érsekkel és kancellárral, Adalberóval fennálló konfliktust: az érsek ugyanis II. Ottó német-római császár érdekeit képviselte a Lotaringia meghódítására indított 978-as háború során. Bár Emma anyakirálynő is támogatta Adalberót, Lajos hadjáratot indított az érseki központ ellen. A kancellár végül, hogy megmentse székvárosát, megadta magát: lerombolta egyházmegyéjében birtokolt kastélyait és túszokat adott a királynak, majd 987 tavaszán megjelent V. Lajos előtt Compiègne-ben, hogy feleljen tetteiért. Az érsek szerencséjére Lajos 987 májusában Senlis és Compiègne között egy vadászat során lovasbalesetet szenvedett, és sérüléseibe rövidesen belehalt. Compiègne városában, a Szent Corneliusnak (Saint-Corneille) szentelt társaskáptalanban temették el.
Lajos halálával kihalt a Karolingok legtovább fennmaradt, nyugati ága is, az érsek elítélésére összehívott főurak pedig nem a trónkövetelő nagybátyját, Károly alsó-lotaringiai herceget, hanem Adalbero támogatásával Île-de-France tekintélyes és nagy hatalmú hercegét, Capet Hugót választották királlyá Hugó néven, akinek leszármazottai 1848-ig birtokolták a francia királyi trónt.